# Chabanière
Chabanière est une commune nouvelle française située dans le département du Rhône en région Auvergne-Rhône-Alpes, créée le 1er janvier 2017.

## Géographie

### Communes limitrophes
| Saint-André-la-Côte                            | Chaussan                                      | Mornant               |
| Riverie Sainte-Catherine Saint-Romain-en-Jarez | Chabanière                                    | Saint-Jean-de-Touslas |
| Saint-Martin-la-Plaine (Loire)                 | Saint-Joseph Rive-de-Gier Châteauneuf (Loire) | Tartaras (Loire)      |

### Climat
Pour des articles plus généraux, voir Climat d'Auvergne-Rhône-Alpes et Climat du Rhône.
En 2010, le climat de la commune est de type climat océanique dégradé des plaines du Centre et du Nord, selon une étude du Centre national de la recherche scientifique s'appuyant sur une série de données couvrant la période 1971-2000. En 2020, Météo-France publie une typologie des climats de la France métropolitaine dans laquelle la commune est exposée à un climat de montagne ou de marges de montagne et est dans la région climatique Nord-est du Massif Central, caractérisée par une pluviométrie annuelle de 800 à 1 200 mm, bien répartie dans l’année.
Pour la période 1971-2000, la température annuelle moyenne est de 11,1 °C, avec une amplitude thermique annuelle de 17,3 °C. Le cumul annuel moyen de précipitations est de 832 mm, avec 9,1 jours de précipitations en janvier et 6,2 jours en juillet. Pour la période 1991-2020, la température moyenne annuelle observée sur la station météorologique installée sur la commune est de 11,6 °C et le cumul annuel moyen de précipitations est de 855,5 mm,. Pour l'avenir, les paramètres climatiques de la commune estimés pour 2050 selon différents scénarios d'émission de gaz à effet de serre sont consultables sur un site dédié publié par Météo-France en novembre 2022.
| Mois                                  | jan.             | fév.            | mars           | avril         | mai           | juin          | jui.          | août           | sep.          | oct.          | nov.            | déc.            | année      |
| ------------------------------------- | ---------------- | --------------- | -------------- | ------------- | ------------- | ------------- | ------------- | -------------- | ------------- | ------------- | --------------- | --------------- | ---------- |
| Température minimale moyenne (°C)     | 0,5              | 0,7             | 3,6            | 6,1           | 9,9           | 13,6          | 15,8          | 15,8           | 12            | 8,7           | 4,1             | 1,4             | 7,7        |
| Température moyenne (°C)              | 3,4              | 4,1             | 7,8            | 10,5          | 14,4          | 18,3          | 20,7          | 20,6           | 16,4          | 12,2          | 7,2             | 4,2             | 11,6       |
| Température maximale moyenne (°C)     | 6,3              | 7,5             | 11,9           | 15            | 18,9          | 22,9          | 25,5          | 25,5           | 20,8          | 15,7          | 10,2            | 7,1             | 15,6       |
| Record de froid (°C) date du record   | −17,5 12.01.1987 | −16 10.02.1986  | −11,7 01.03.05 | −5,8 08.04.03 | 0 04.05.1987  | 4,5 02.06.06  | 7,5 12.07.00  | 6,8 30.08.1986 | 3,1 25.09.02  | −3,5 25.10.03 | −9,3 22.11.1998 | −12 20.12.09    | −17,5 1987 |
| Record de chaleur (°C) date du record | 17,8 30.01.13    | 20,7 24.02.1990 | 24,6 24.03.01  | 26,2 25.04.07 | 30,7 24.05.09 | 35,4 28.06.19 | 37,5 07.07.15 | 38 12.08.03    | 33,7 13.09.20 | 27 09.10.1997 | 22,2 09.11.1985 | 19,9 18.12.1987 | 38 2003    |
| Précipitations (mm)                   | 55,8             | 45,6            | 52,1           | 71            | 83,1          | 76,6          | 77,4          | 71             | 83,8          | 91            | 92,5            | 55,6            | 855,5      |

## Urbanisme

### Typologie
Au 1er janvier 2024, Chabanière est catégorisée commune rurale à habitat dispersé, selon la nouvelle grille communale de densité à sept niveaux définie par l'Insee en 2022.
Elle est située hors unité urbaine. Par ailleurs la commune fait partie de l'aire d'attraction de Lyon, dont elle est une commune de la couronne,. Cette aire, qui regroupe 397 communes, est catégorisée dans les aires de 700 000 habitants ou plus (hors Paris),.

## Toponymie
Le nom de la commune nouvelle est composé de l'assemblage de syllabes des sobriquets donnés aux habitants des trois communes déléguées qui la composent : les Chats (Cha) pour Saint-Maurice-sur-Dargoire, les Badrais (ba) pour Saint-Didier-sous-Riverie et les Racanières (nière) pour Saint-Sorlin.

## Histoire
La commune nouvelle de Chabanière, créée le 1er janvier 2017 consécutivement à l'arrêté préfectoral du 5 octobre 2016, regroupe les communes de Saint-Didier-sous-Riverie, Saint-Maurice-sur-Dargoire et Saint-Sorlin qui deviennent des communes déléguées. Son chef-lieu se situe à Saint-Maurice-sur-Dargoire.
Saint-Didier-sous-Riverie, Saint-Maurice-sur-Dargoire et Saint-Sorlin conservent notamment l'état civil et la délivrance d'avis en matière d'urbanisme.

## Politique et administration
| Nom                                | Code Insee | Intercommunalité      | Superficie (km2) | Population (dernière pop. légale) | Densité (hab./km2) |
| ---------------------------------- | ---------- | --------------------- | ---------------- | --------------------------------- | ------------------ |
| Saint-Maurice-sur-Dargoire (siège) | 69228      | CC du Pays Mornantais | 16,27            | 2 293 (2014)                      | 141                |
| Saint-Sorlin                       | 69237      | CC du Pays Mornantais | 4,70             | 581 (2014)                        | 124                |
| Saint-Didier-sous-Riverie          | 69195      | CC du Pays Mornantais | 13,90            | 1 212 (2014)                      | 87                 |

### Liste des maires
| Période         | Période                       | Identité         | Étiquette | Qualité |
| --------------- | ----------------------------- | ---------------- | --------- | --- |
| 9 janvier 2017  | 25 mai 2020                   | Grégory Rousset  | DVD       | Agriculteur Ancien maire de Saint-Didier-sous-Riverie |
| 25 mai 2020     | 25 janvier 2021               | Rodolphe Rambaud | DVD       | Cadre administratif et commercial d'entreprise 6e vice-président de la CC du Pays mornantais (2020 → 2021) Démissionnaire                                             |
| 15 février 2021 | En cours (au 22 janvier 2022) | Jean-Pierre Cid  | DVD       | Ingénieur en bâtiment et génie civil, retraité de la FPT 6e vice-président de la CC du Pays mornantais (2021 → ) Maire délégué de Saint-Didier-sous-Riverie (2020 → ) |